# وی‌اس‌اس یونیتی
وی‌اس‌اس یونیتی (به انگلیسی: VSS Unity) که قبل از این وی‌اس‌اس وویجر (به انگلیسی: VSS Voyager) نامیده می‌شد، یک هواگرد ساختِ کارخانهٔ سکیلد کامپوزیتس در کشور ایالات متحده آمریکا است.